# Strelasund-Freileitungskreuzung

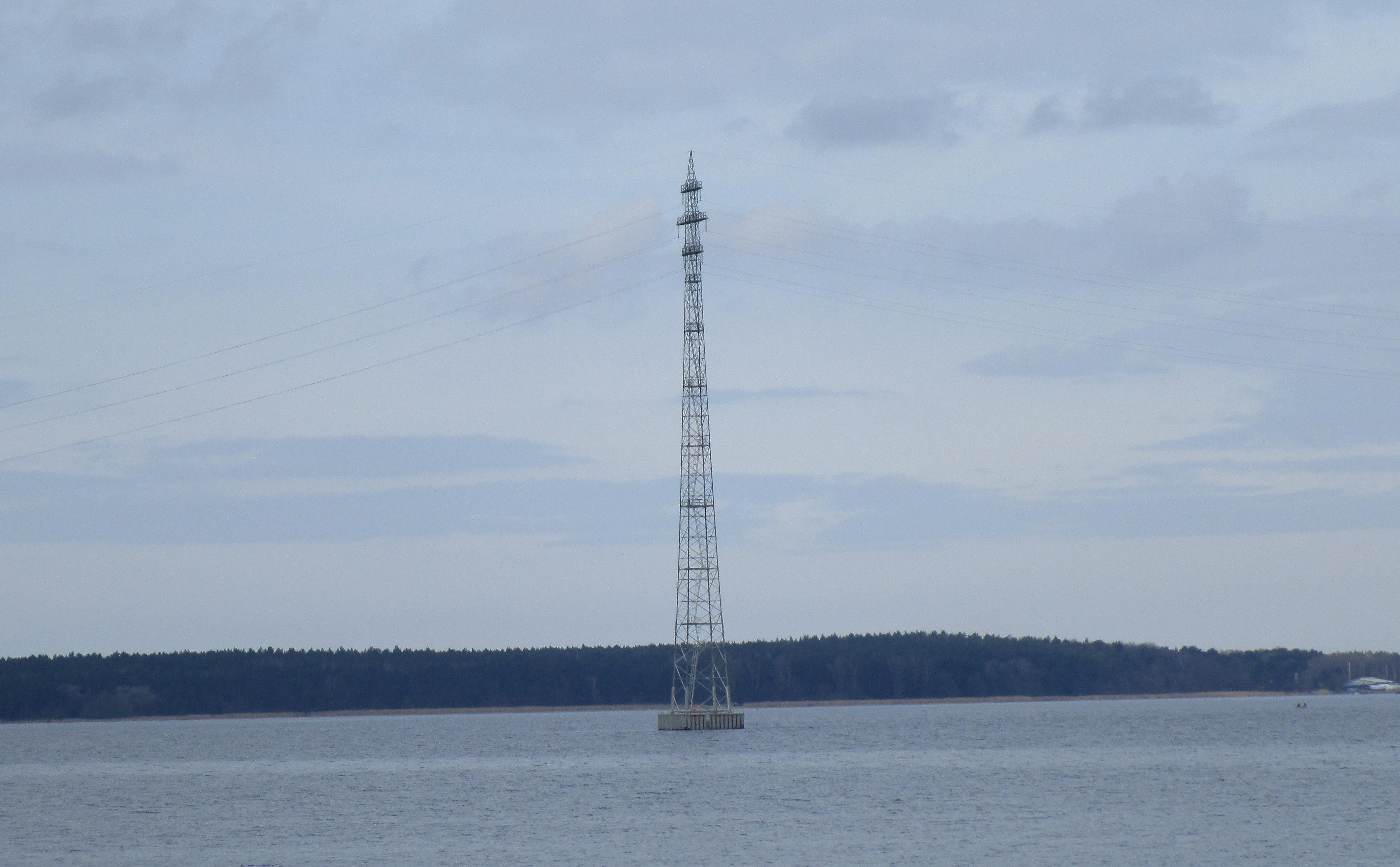
Strelasund-Freileitungskreuzung – Mast der Festlandseite

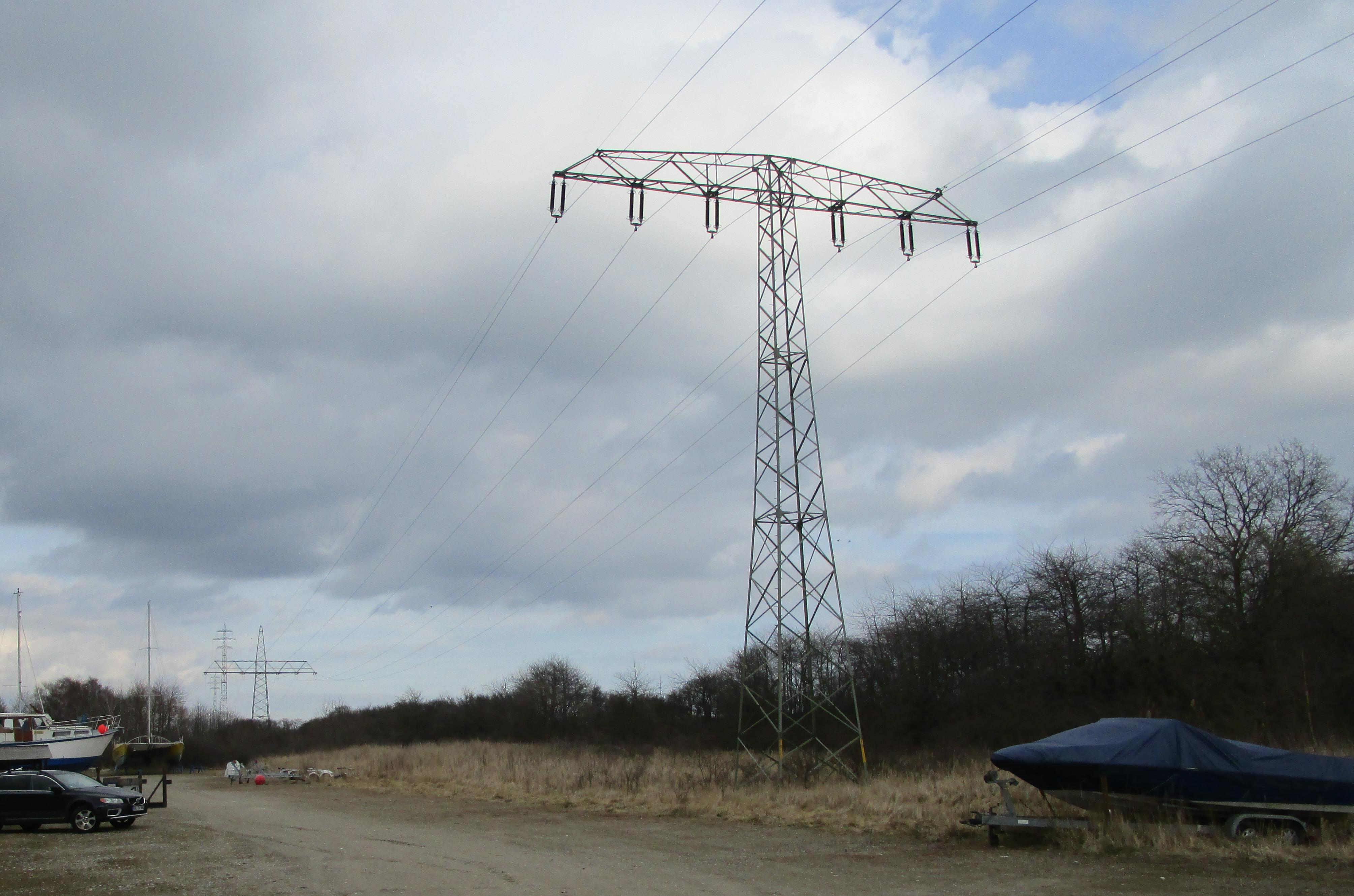
Strelasund-Freileitungskreuzung – Abgang vom Festland bei Neuhof

Die Strelasund-Freileitungskreuzung ist eine 110-kV-Freileitungskreuzung des Strelasunds und dient zur Anbindung des Stromnetzes von Rügen mit dem auf dem Festland, wobei die Endpunkte der beiden Stromkreise auf dem Festland in dem Umspannwerk Stralsund-Lüdershagen und auf der Insel Rügen im Umspannwerk Bergen auf Rügen liegen. Sie ist die einzige Hochspannungsverbindung zwischen dem Festland und Rügen.

## Geschichte
1900 erreichte die Elektrifizierung Stralsund. Bislang gab es örtliche Erzeuger von Gleichstrom, jetzt wurde hier eine Überlandzentrale für den Drehstrom errichtet. Als erste Provinz in Preußen beschloss 1910 der Provinziallandtag für Pommern die durchgehende Elektrifizierung der Provinz. 1911 war es dann so weit, die Überlandleitungen in Pommern wurden in Betrieb genommen.
Von der Überlandzentrale – heute Umspannwerk – in Stralsund-Lüdershagen verlief die Leitung nach Südosten in Richtung Brandshagen und ging dann nach Nordosten zum Sund. Der Bau erfolgte an der engsten Stelle des Strelasundes zwischen Niederhof/Neuhof und der Prosnitzer Schanze.
Die Strelasund-Freileitungskreuzung besteht aus zwei 85 Meter hohen Masten (⊙,⊙), die auf Caissons im Strelasund stehen. Die Spannweite zwischen den beiden Masten beträgt 440 Meter.